# Route nationale 52
Die Route nationale 52, kurz N 52 oder RN 52, ist eine französische Nationalstraße.

## Aktueller Straßenverlauf
Die aktuelle Nationalstraße existiert aufgrund der 2006 parallel zu Autobahnen liegenden, herabgestuften Abschnitte in zwei Teilstücken: Das erste Teilstück liegt zwischen der Anschlussstelle 35 der Autobahn 4 und der Anschlussstelle 2 der Autobahn 30, teilweise als Schnellstraße auf der ehemaligen Trasse der Nationalstraße 412. Das zweite Teilstück führt vom Autobahnende der A30 zur belgischen A28 und ist als Schnellstraße vorwiegend neu trassiert. Letzteres soll zur Autobahn ausgebaut werden und in die A30 integriert werden.

## Historischer Straßenverlauf
Die historische Nationalstraße wurde erstmals 1824 als Verbindung zwischen der Nationalstraße 53 in Uckange und Longwy eingerichtet. Sie ging aus der Route impériale 63 hervor.
1973 wurde der Streckenverlauf der Nationalstraße 412 von Florange nach Woippy übernommen. Der Abschnitt zwischen Florange und Uckange wurde abgestuft. Außerdem wurde sie zur Schnellstraße ausgebaut und dabei aus den Orten herausgenommen. Bei Longwy bekam sie eine Umfahrung, die die Stadt südlich, westlich und nördlich umschließt und zur belgischen Grenze führt:
- N 412 Woippy – Florange
- N 52 Florange – Longywy
- Neubau Schnellstraße Longwy – belgische Grenze

1998 erfolgte zwischen Crusnes und Havange eine Trassenverlegung auf eine neu in Betrieb gegangene parallel verlaufende Schnellstraße, ein Teil davon wurde gleich zur A30. Die alte Trasse erhielt dadurch die Nummer N521.
2006 wurden die zur Autobahn parallel liegenden Abschnitte herabgestuft, sodass die Nationalstraße heute auf zwei getrennten Abschnitten verläuft.
Von Uckange bis Aumetz firmte während der Besetzung Frankreichs im Zweiten Weltkrieg die N 52 als Reichsstraße 355.

## Streckenführung
| Position | höchste zulässige Gesamtgeschwindigkeit | Fahrbahnen | km   | Typ                                    | Abschnitt                  | Längengrad | Breitengrad |
| -------- | --------------------------------------- | ---------- | ---- | -------------------------------------- | -------------------------- | ---------- | ----------- |
| 1        | 110                                     | 2          |      | Beginn an Kreisverkehr                 | Rombas                     | 49.2465    | 6.1060      |
| 2        | 110                                     | 2          |      | Vollständige Anschlussstelle           | Rombas                     | 49.2535    | 6.1033      |
| 3        | 110                                     | 2          |      | Brücke                                 | Orne                       | 49.2570    | 6.0995      |
| 4        | 110                                     | 2          |      | Vollständige Anschlussstelle           | Rombas/Clouange            | 49.2580    | 6.0987      |
| 5        | 110                                     | 2          |      | Teil-Anschlussstelle                   | Vitry-sur-Orne             | 49.2642    | 6.1097      |
| 6        | 110                                     | 2          |      | Teil-Anschlussstelle                   | Vitry-sur-Orne             | 49.2750    | 6.1170      |
| 7        | 110                                     | 2          |      | Kreisverkehr                           | Fameck                     | 49.2830    | 6.1254      |
| 8        | 110                                     | 2          |      | Ende der Autobahn (T) mit Kreisverkehr | A 30 (2b)                  | 49.3060    | 6.1252      |
| 9        | 110                                     | 2          | 26.5 | Beginn der Autobahn                    | A 30 N 52                  | 49.4125    | 5.9190      |
| 10       | 110                                     | 2          | 29.5 | Vollständige Anschlussstelle           | Crusnes                    | 49.4386    | 5.9067      |
| 11       | 110                                     | 2          | 30.5 | Vollständige Anschlussstelle           | Villerupt                  | 49.4462    | 5.8948      |
| 12       | 110                                     | 2          | 33.5 | Vollständige Anschlussstelle           | Tiercelet                  | 49.4600    | 5.8580      |
| 13       | 110                                     | 2          | 35.5 | Vollständige Anschlussstelle           | Villers-la-Montagne        | 49.4720    | 5.8358      |
| 14       | 110                                     | 2          | 39   | Vollständige Anschlussstelle           | Haucourt-Moulaine          | 49.4920    | 5.8113      |
| 15       | 110                                     | 2          | 40.5 | Teil-Anschlussstelle                   | Mexy/Longwy                | 49.5030    | 5.7896      |
| 16       | 90                                      | 1          | 40.7 |                                        | Mexy/Longwy                | 49.5038    | 5.7870      |
| 17       | 90                                      | 1          |      |                                        | ~                          | 49.5064    | 5.7553      |
| 18       | 90                                      | 1          |      |                                        | N18                        | 49.5177    | 5.7507      |
| 19       | 110                                     | 2          |      | Vollständige Anschlussstelle           | Longwy                     | 49.5277    | 5.7550      |
| 20       | 110                                     | 2          |      | Teil-Anschlussstelle                   | Longwy                     | 49.5328    | 5.7573      |
| 21       | 110                                     | 2          |      | Normaler Abschnitt                     |                            | 49.5356    | 5.7567      |
| 22       | 90                                      | 1          |      |                                        | Aubange/Mont-Saint-Martin  | 49.5511    | 5.7868      |
| 23       | 90                                      | 1          |      | Vollständige Anschlussstelle           | Mont-Saint-Martin/Petingen | 49.5476    | 5.7985      |
| 24       | 110                                     | 2          |      | Ende an Grenze                         | Grenze Belgien             | 49.5550    | 5.8067      |

## Seitenäste

### N 52a
Die Route nationale 52A, kurz N 52A oder RN 52A, wurde als Seitenast der N 52 im Jahr 1933 eingerichtet. Die Nationalstraße verlief von der N 52 in Longwy aus über Longlaville zur luxemburgischen Grenze, wo sie in die luxemburgische Nationalstraße 5 überging. Bis 1824 war diese Trasse Teil der Route impériale 21. 1973 wurde die Strecke in die Nationalstraße 18 integriert und 2006 zur Départementstraße 918A herabgestuft. Ihre Länge betrug knapp sechs Kilometer.